# جزيرة رأس سيقلي
جزيرة رأس سيقلي (بالإنجليزية: Cap sigli Island)‏ هي جزيرة صخرية تقع في البحر الأبيض المتوسط شرق مدينة بني كسيلة بولاية بجاية الواقعة شمال شرق الجزائر، تبلغ مساحة الجزيرة حوالي 0.25 هكتار.